# Swofford
Swofford az Amerikai Egyesült Államok északnyugati részén, Washington állam Lewis megyéjében elhelyezkedő önkormányzat nélküli település.
A település névadója T. F. Swofford, aki elérte, hogy megnyíljon a posta. A hivatal 1890 és 1922 között működött.

## Fordítás
- Ez a szócikk részben vagy egészben  a   Swofford, Washington című angol Wikipédia-szócikk ezen változatának fordításán alapul.  Az eredeti cikk szerkesztőit annak laptörténete sorolja fel. Ez a jelzés csupán a megfogalmazás eredetét és a szerzői jogokat jelzi, nem szolgál a cikkben szereplő információk forrásmegjelöléseként.